# Категория 𝒪
Категория {\displaystyle {\mathcal {O}}} — математический объект в теории представлений полупростых алгебр Ли. Это категория, чьи объекты — определённые представления полупростой алгебры Ли, а морфизмы — гомоморфизмы представлений.

## Введение
Пусть {\displaystyle {\mathfrak {g}}} — (обычно комплексная) полупростая алгебра Ли с подалгеброй Картана {\displaystyle {\mathfrak {h}}}, а {\displaystyle \Phi } — система корней и {\displaystyle \Phi ^{+}} — система положительных корней. Обозначим {\displaystyle {\mathfrak {g}}_{\alpha }}
пространство корней соответствующее корню {\displaystyle \alpha \in \Phi } и {\displaystyle {\mathfrak {n}}:=\oplus _{\alpha \in \Phi ^{+}}{\mathfrak {g}}_{\alpha }} — нильпотентная подалгебра.
Если {\displaystyle M} — {\displaystyle {\mathfrak {g}}}-модуль и {\displaystyle \lambda \in {\mathfrak {h}}^{*}}, то {\displaystyle M_{\lambda }} is the весовое пространство
{\displaystyle M_{\lambda }=\{v\in M;\,\,\forall \,h\in {\mathfrak {h}}\,\,h\cdot v=\lambda (h)v\}.}

## Определение категорииO{\displaystyle {\mathcal {O}}}
Объекты категории {\displaystyle {\mathcal {O}}} — {\displaystyle {\mathfrak {g}}}-модули {\displaystyle M}, такие что
1. {\displaystyle M} — конечнопорождённый
2. {\displaystyle M=\oplus _{\lambda \in {\mathfrak {h}}^{*}}M_{\lambda }}
3. {\displaystyle M} локально {\displaystyle {\mathfrak {n}}}-конечен, т.е., для каждого {\displaystyle v\in M}, {\displaystyle {\mathfrak {n}}}-модуль порождённый {\displaystyle v} — конечномерный.

Морфизмы этой категории — {\displaystyle {\mathfrak {g}}}-гомоморфизмы этих модулей.

## Базовые свойства
- У каждого модуля в категории {\displaystyle {\mathcal {O}}} есть конечнопорождённое весовое пространство[англ.].
- Каждый модуль в категории {\displaystyle {\mathcal {O}}} — Нётеров модуль.
- {\displaystyle {\mathcal {O}}} — абелева категория
- У {\displaystyle {\mathcal {O}}} есть достаточно много проективных и инъективных объектов.
- {\displaystyle {\mathcal {O}}} замкнута по отношению к подмодулям, частным и конечным прямым суммам
- Объекты в {\displaystyle {\mathcal {O}}} {\displaystyle Z({\mathfrak {g}})}-конечны, т.е., если {\displaystyle M} объект и {\displaystyle v\in M}, то подпространство {\displaystyle Z({\mathfrak {g}})v\subseteq M} порождённое {\displaystyle v} под действием центра[англ.] универсальной обёртывающей алгебры, конечномерное.

## Примеры
- Все конечномерные {\displaystyle {\mathfrak {g}}}-модули и их {\displaystyle {\mathfrak {g}}}-гоморфизмы принадлежат категории {\displaystyle {\mathcal {O}}}.
- Модуль Верма[англ.] и обобщенные модули Верма[англ.] и их {\displaystyle {\mathfrak {g}}}-гомоморфизмы принадлежат категории {\displaystyle {\mathcal {O}}}.